# Sklep monopolowy
Sklep monopolowy – placówka handlowa zajmująca się wyłącznie sprzedażą napojów alkoholowych.

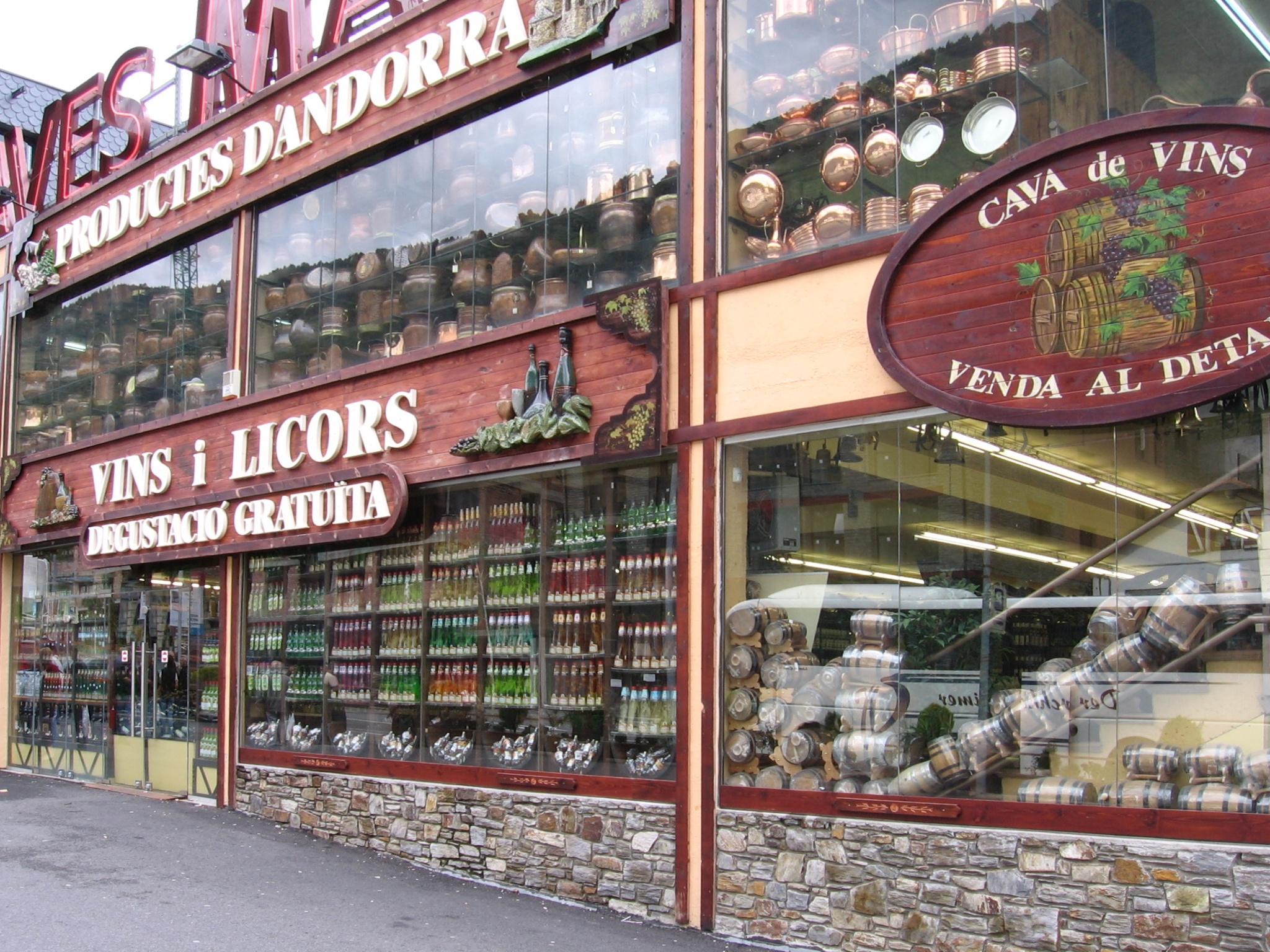
Sklep z napojami alkoholowymi w Andorze; oprócz nich sprzedaje się w nim także wyroby tytoniowe oraz pamiątkarskie.

W większości krajów napoje alkoholowe sprzedawane są razem z innymi towarami. W sklepach mających zezwolenie na sprzedaż detaliczną napojów alkoholowych zazwyczaj wydzielane są specjalne osobne stoiska, w których sprzedawane są wina i wódki, czasem wraz ze słodyczami lub papierosami i innymi wyrobami tytoniowymi.
W Polsce w czasach realnego socjalizmu asortyment towarów w niektórych sklepach był skrajnie ograniczony. Istniała m.in. sieć sklepów, w których sprzedawane były wyłącznie wódki i wina, tzw. sklepy monopolowe. Po transformacji ustrojowej w Polsce w 1989 tak skrajna specjalizacja handlu praktycznie przestała występować, nie istnieją już w praktyce sklepy sprzedające tylko alkohol, a miano sklepów monopolowych przypisywane bywa obecnie tym, w których napoje te są głównym towarem, którym handlują.
W latach osiemdziesiątych obowiązywał zakaz sprzedaży i wyszynku napojów alkoholowych przed godziną 13:00 każdego dnia. Zakaz ten (ograniczona wersja prohibicji) – jak wiele zjawisk z okresu tzw. realnego socjalizmu – przybierał formy karykaturalne, np. sklepy monopolowe otwarte były zazwyczaj – jak większość sklepów w Polsce – już od godziny 10:00, pomimo że przez pierwsze trzy godziny po otwarciu nie wolno było – wobec asortymentu ograniczonego do towarów objętych prohibicją – nic w nich sprzedawać.
Używana w Polsce nazwa tych sklepów (czasem nieprawidłowo skracana do słowa „monopol”) wywodzi się od faktu, że handlują towarami, które podlegały kontroli Państwowego Monopolu Spirytusowego.
Sklepy monopolowe należą do grupy regulowanych działalności gospodarczych. Do ich założenia niezbędne jest zezwolenie na sprzedaż alkoholu wydawane przez gminę.